# Justus von Dohnányi

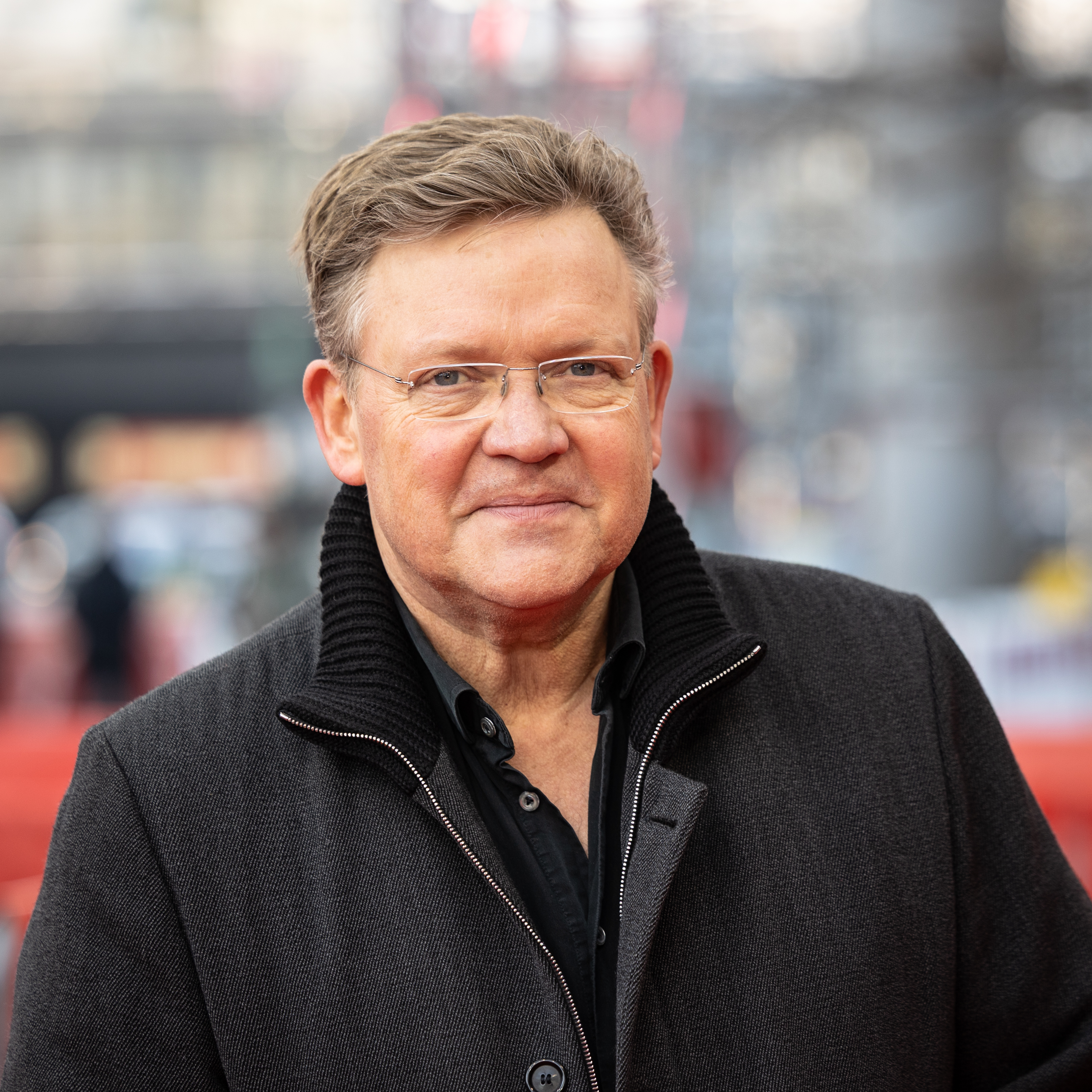
Justus von Dohnányi auf der Berlinale 2025

Justus von Dohnányi [doˈnaːni] (* 2. Dezember 1960 in Lübeck, Schleswig-Holstein) ist ein deutscher Film- und Fernsehschauspieler, Autor und Regisseur.

## Leben

### Jugend
Justus von Dohnányi ist Sohn des Dirigenten Christoph von Dohnányi und dessen erster Ehefrau, der Schauspielerin Renate Zillessen (1931–1992). Bedingt durch die Dirigententätigkeit des Vaters zog die Familie, zu der auch seine ältere Schwester Katja (später bekannt als Schriftstellerin Katja Doubek) und drei Stiefgeschwister aus der zweiten Ehe des Vaters mit der Opernsängerin Anja Silja gehörten, oft um. Nach dem Abitur am humanistischen Gymnasium absolvierte er den Zivildienst. Anschließend unternahm er eine einjährige Weltreise, die ihn von Kanada bis nach Venezuela führte.

### Familie
Dohnányi ist der Enkel des Widerstandskämpfers Hans von Dohnányi und Urenkel des ungarischen Komponisten Ernst von Dohnányi. Sein Onkel ist der frühere Hamburger Bürgermeister Klaus von Dohnanyi. Er ist seitens seiner Großmutter Christine von Dohnányi, geborene Bonhoeffer, zudem ein Urenkel von Karl Bonhoeffer und ein Großneffe des am 9. April 1945 im KZ Flossenbürg ermordeten Dietrich Bonhoeffer.

### Karriere
Er studierte Schauspiel an der Hochschule für Musik und darstellende Künste in Hamburg. Nach seinem Studium hatte er unter anderem Engagements am Stadttheater in Frankfurt und am Thalia Theater in Hamburg.
Seine erste Rolle in einem Kinofilm hatte er im Jahr 1999 in der internationalen Produktion Jakob der Lügner. Er ist oft in deutschen Fernsehproduktionen zu sehen, u. a. in der Reihe Tatort, in der er zum Beispiel 2011 in der 800. Folge Eine bessere Welt die Rolle des Sven Döring verkörperte. 2001 wurde er für seine Nebenrolle in dem Film Das Experiment mit dem Deutschen Filmpreis ausgezeichnet. Im Jahr 2004 war er in zwei Produktionen zu sehen, die sich mit der Zeit des Zweiten Weltkrieges befassen, nämlich in Der Untergang und in Napola – Elite für den Führer. Seine nächste größere Kinorolle hatte er an der Seite von Til Schweiger und Christian Ulmen in der deutschen Produktion Männerherzen von Simon Verhoeven, die ihm erneut den Deutschen Filmpreis einbrachte und mit 2,1 Mio. Zuschauern die erfolgreichste Komödie in der bisherigen Karriere von Dohnányi wurde.
Im Sommer 2006 gab Justus von Dohnányi sein Regiedebüt. Bei dem Film Bis zum Ellenbogen führte er Regie, schrieb das Drehbuch, produzierte und spielte eine Nebenrolle, für die er eine Nominierung für den Deutschen Filmpreis 2008 erhielt.

### Privates
Justus von Dohnányi wohnt gemeinsam mit seiner Frau Maxi und seinen beiden Kindern in Hamburg.

## Filmografie (Auswahl)

### Als Schauspieler
- 1993: Flash – Der Fotoreporter
- 1998: Todfeinde – Die falsche Entscheidung
- 1999: Jakob der Lügner
- 1999: James Bond 007 – Die Welt ist nicht genug (The World Is Not Enough)
- 1999: Ein Mann wie eine Waffe
- 1999: Sturmzeit (Fernsehfünfteiler, zwei Teile)
- 2000: Blondine sucht Millionär fürs Leben
- 2000: Bonhoeffer – Die letzte Stufe (Bonhoeffer: Agent of Grace)
- 2000–2008: Stubbe – Von Fall zu Fall (Krimiserie, 2 Folgen)
- 2001: Das Experiment
- 2001: Klassentreffen – Mordfall unter Freunden
- 2001: Wambo
- 2002: Operation Rubikon
- 2002: Der Stellvertreter (Amen.)
- 2002: Tatort – Flashback
- 2003: Blueprint
- 2003: September
- 2003: Weihnachtsmann über Bord!
- 2004: Napola – Elite für den Führer
- 2004: Der Untergang
- 2005: Tatort – Wo ist Max Gravert?
- 2005: Vom Suchen und Finden der Liebe
- 2005: Enigma – Eine uneingestandene Liebe
- 2006: Der die Tollkirsche ausgräbt
- 2006: Fürchte dich nicht
- 2006: Ein starkes Team: Dunkle Schatten (Fernsehfilm)
- 2006: Vineta
- 2006: Der Tote am Strand
- 2007: Schuld und Rache
- 2007: Der geheimnisvolle Schatz von Troja
- 2007: Eine gute Mutter
- 2007: Bis zum Ellenbogen
- 2008: Tatort – Blinder Glaube
- 2008: Hardcover
- 2008: 1½ Ritter – Auf der Suche nach der hinreißenden Herzelinde
- 2008: Buddenbrooks
- 2009: Männerherzen
- 2009: Es liegt mir auf der Zunge
- 2009: Frühlings Erwachen
- 2009: Dr. Hope – Eine Frau gibt nicht auf
- 2010: Tatort – Der Fluch der Mumie
- 2010: Jud Süß – Film ohne Gewissen
- 2010: Das Leben ist zu lang
- 2010: Unter Verdacht (Fernsehreihe, Folge Laufen und Schießen)
- 2010: Der grosse Kater
- 2010: Stralsund: Außer Kontrolle
- 2011: Hindenburg
- 2011: Der ganz große Traum
- 2011: Männerherzen … und die ganz ganz große Liebe
- 2011: Tatort – Eine bessere Welt
- 2012: Oh Boy
- 2012: Ruhm
- 2012: Ludwig II.
- 2012: Flemming (Fernsehserie, Folge Der Mord des Jahrhunderts)
- 2012: Yoko
- 2013: Hanni & Nanni 3
- 2013: Tod an der Ostsee
- 2013: Der Wagner-Clan. Eine Familiengeschichte (Der Clan. Die Geschichte der Familie Wagner)
- 2014: Monuments Men – Ungewöhnliche Helden (The Monuments Men)
- 2014: Der letzte Kronzeuge – Flucht in die Alpen (Fernsehfilm)
- 2015: Tatort – Hinter dem Spiegel
- 2015: Tatort – Wer bin ich?
- 2015: Frau Müller muss weg!
- 2015: Desaster
- 2015: Die Frau in Gold (Woman in Gold)
- 2015: Polizeiruf 110: Kreise
- 2015: Hilfe, ich hab meine Lehrerin geschrumpft
- 2015: Der Bankraub
- 2016: Der Hund begraben
- 2017: Timm Thaler oder das verkaufte Lachen
- 2017: Charité (Fernsehserie)
- 2017: Das Pubertier – Der Film
- 2017: Ein starkes Team – Familienbande
- 2018: Transit
- 2018: Safari – Match Me If You Can
- 2018: Der Vorname
- 2019: Im Schatten der Angst
- 2019: Irgendwas bleibt immer (TV-Thriller, ZDF)
- 2019: Als Hitler das rosa Kaninchen stahl
- 2020: Vier zauberhafte Schwestern
- 2020: Lassie – Eine abenteuerliche Reise
- 2020: Die Schlacht um die Schelde (De slag om de Schelde)
- 2021: Heute stirbt hier Kainer
- 2021: Die Schule der magischen Tiere
- 2021: Freunde
- 2022: Eingeschlossene Gesellschaft
- 2022: Der Nachname
- 2022: Wir sind dann wohl die Angehörigen
- 2022: Die Schule der magischen Tiere 2
- 2023: Liebes Kind (Netflix-Miniserie)
- 2023: 2 Freunde (Fernsehfilm)
- 2024: Home Sweet Home – Wo das Böse wohnt
- 2024: Die Schule der magischen Tiere 3
- 2024: Der Spitzname
- 2025: Die Affäre Cum-Ex (Fernsehserie)

### Als Regisseur
- 2007: Bis zum Ellenbogen
- Tatort

2011: Das Dorf
2013: Schwindelfrei
- 2015: Desaster

## Auszeichnungen
- 2001: Deutscher Filmpreis als Bester Nebendarsteller für Das Experiment
- 2008: Nominierung für den Deutschen Filmpreis als Bester Nebendarsteller für Bis zum Ellenbogen
- 2010: Deutscher Filmpreis als Bester Nebendarsteller für Männerherzen
- 2011: Nominierung für den Deutschen Fernsehpreis als Bester Schauspieler für Tatort: Eine bessere Welt
- 2011: Hessischer Fernsehpreis für Tatort: Eine bessere Welt
- 2012: Nominierung für Deutscher Schauspielpreis als Bester Nebendarsteller für Tatort: Eine bessere Welt
- 2012: Nominierung für den Grimme-Preis für Tatort: Das Dorf
- 2023: Schauspielpreis des Festivals des deutschen Films[3]